# اليزيديون في السويد
اليزيديون في السويد هم الأشخاص الذين ولدوا في مملكة السويد أو يقيمون فيها من أصل إيزيدي بشكل كامل أو جزئي، وهي جماعة إثنية دينية.